# Adrien Dipanda
Adrien Dipanda (Digione, 3 maggio 1988) è un pallamanista francese, ha vinto la medaglia d'argento olimpica a Rio de Janeiro nel 2016.